# ウィンター・ライヴ1981 (アルバム)
『ウィンター・ライヴ1981』 (WINTER LIVE 1981) は、イエロー・マジック・オーケストラ (YMO) のライブ・アルバム。1995年11月22日にアルファレコードから発売された。

## 解説

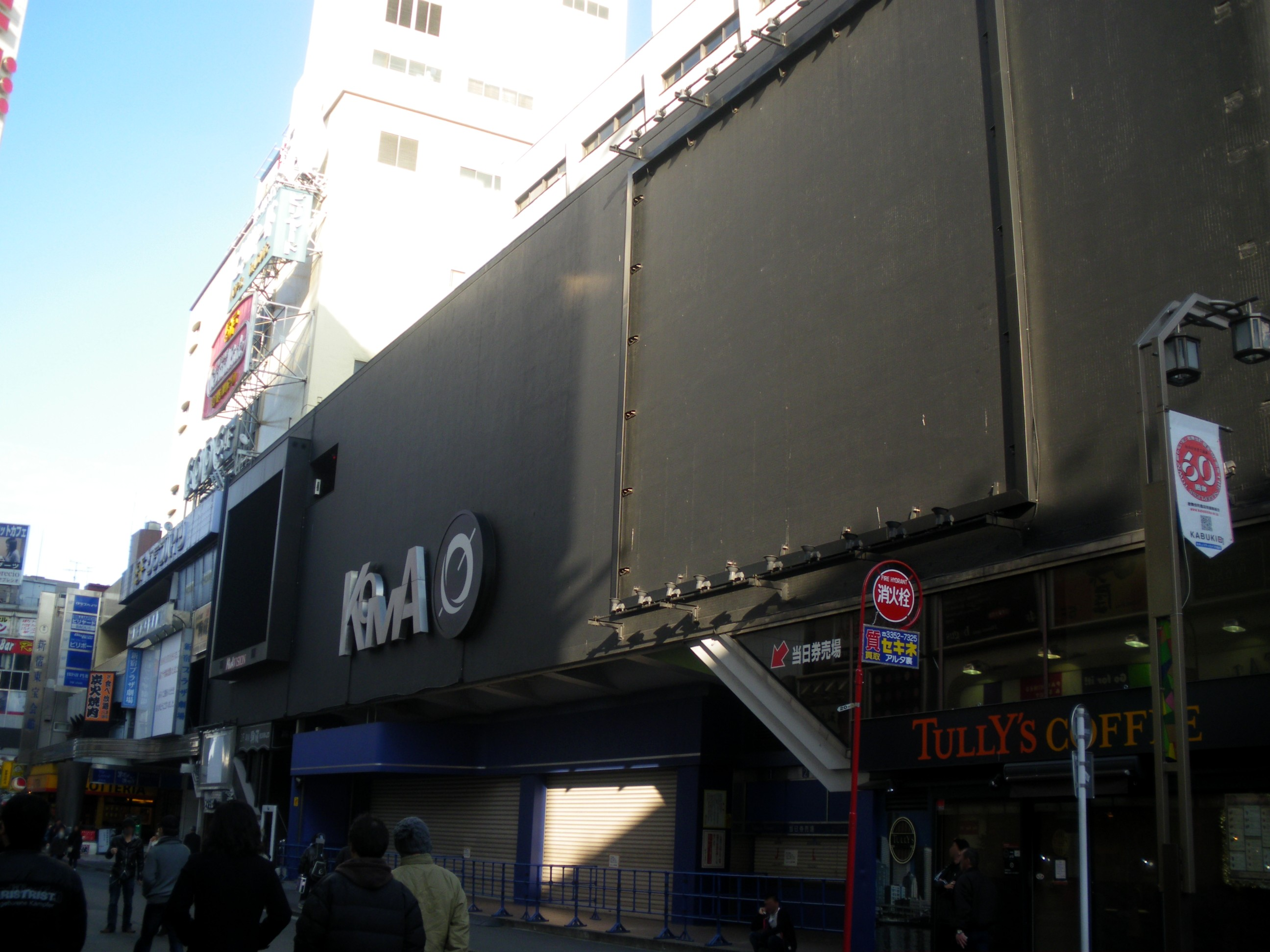
会場の新宿コマ劇場（閉鎖後の2009年1月に撮影）

1981年12月、新宿コマ劇場で行われたウィンター・ライヴ1981の公演を収録。
1曲目の「LOOM」はアルバム『BGM』のバージョンに歓声をかぶせたもので、他の楽曲は同じ公演を収録したビデオグラムが音源になっている。ビデオグラムはCBS・ソニーから発売された。
ジャケットのアートワークは、アルバム『BGM』『テクノデリック』も手掛けた奥村靫正。
ライブでは、本作収録曲の他に「BALLET」、「マス」、「SEOUL MUSIC」、「LOOP(仮称)」、「手掛かり」、「テクノポリス」、「ライディーン」が演奏され、「体操」のみ都合2回演奏されている。

## 収録曲
1. LOOM
2. PROLOGUE
3. PURE JAM
4. LIGHT IN DARKNESS
5. CAMOUFLAGE
6. STAIRS
7. NEUE TANZ
この曲では、坂本龍一がギターを演奏している。
8. HAPPY END
9. MUSIC PLANS
10. CUE
この曲では、坂本龍一がドラムを演奏している。
11. TAISO
音源は1回目の演奏だが、ビデオソフトでは2回目の映像が使われている。
12. COSMIC SURFIN'
13. EPILOGUE